# Bonjour ! La Matinale TF1
Pour les articles homonymes, voir Bonjour (homonymie).
 (juin 2024).
L'article doit être relu — et modifié si nécessaire — par des contributeurs indépendants pour apporter un regard critique aux contributions effectuées en violation des conditions d'utilisation de Wikipédia, tant sur la forme (notamment concernant le style encyclopédique, la proportionnalité) que sur le fond (la neutralité de point de vue, la qualité et l'indépendance des sources).
Bonjour ! La Matinale de TF1 est une émission de télévision française diffusée en direct sur TF1 du lundi au vendredi de 6 heures 55 à 9 heures 30 depuis le 8 janvier 2024. Cette émission matinale propose de courtes éditions d'actualité et diverses chroniques; elle est présentée par Bruce Toussaint. En dépit d'une large promotion, l'audience de l'émission s'effondre toutefois dès les premiers jours et ne parvient pas à retrouver son audience de lancement. 
La précédente émission matinale de TF1 diffusée entre 1984 et 1990 a obtenu une moyenne de deux millions de téléspectateurs et 30 % de part d'audience, face à ses concurrentes Télématin en 1985 et Matin Bonheur sur la Deux, lancée en 1987,, après avoir obtenu en janvier 1988, 570 000 téléspectateurs, face aux 4 millions d'audience de Télématin, à la même période.

## Contexte historique
Jusqu'aux années 1980, la télévision française exploite peu les tranches matinales en dehors du week-end, de quelques événements ou retransmissions spéciales. Une édition du week-end intitulée Bonjour la France est diffusée sur TF1 à partir de septembre 1984. Toutefois, la première émission quotidienne du matin intitulée Le 7/9 est lancée dès le 4 novembre 1984, sur la première chaîne payante française Canal+, présentée par Michel Denisot,. Cette émission magazine de Canal+ est construite autour de chroniques cinéma, musicales, culturelles ainsi que de courts rappels d'information.
En janvier 1985, l'émission Télématin devient le deuxième rendez-vous matinal quotidien de la télévision française, diffusé sur la chaîne publique Antenne 2. En septembre 1987, sur TF1, l'édition du week-end Bonjour la France devient quotidienne. Ce rendez-vous se poursuit jusqu'en décembre 1990 et par la suite, TF1 remplace cette case par du télé-achat, des fictions et des programmes principalement destinés à la jeunesse.

## Relance d'un magazine matinal sur TF1
En octobre 2023, TF1 annonce son intention de lancer une matinale d'information — plus de trente ans après l'arrêt de Bonjour la France, matinale diffusée sur TF1 entre 1984 et 1990 — et le recrutement de Bruce Toussaint, qui quitte son poste sur BFM TV, pour incarner ce nouveau programme. Validé en septembre 2023 par les dirigeants de la chaîne, le projet représente un investissement estimé à plus de 10 millions d'euros pour l'année 2024. TF1 doit toutefois respecter ses engagements concernant les programmes destinés à la jeunesse, conformément à sa convention avec l'ARCOM. Ils portent sur la diffusion de 750 h de programmes spécifiques par an,,.
Le brusque départ imprévu de Bruce Toussaint de BFM TV est mal perçu par ses collègues et la direction de la chaîne d'information; lui-même admet qu'il a provoqué une rupture lorsqu'il a remis sa démission à Marc-Olivier Fogiel, son directeur général. Le transfert de Toussaint à TF1 aurait toutefois été préparé en quelques semaines, en parallèle avec la conception de l'émission.
Pour animer l'émission, se joignent au présentateur de nombreux chroniqueurs, dont chacun représente un ou plusieurs domaines ou spécialités. Parmi cette équipe on note, la journaliste Garance Pardigon, le météorologue Ange Noiret, Christophe Beaugrand ou encore, Hélène Mannarino. Toutefois, la participation de cette dernière n'est pas garantie sur la durée, selon le directeur de l'information du groupe TF1, soulignant dès février 2024, que la formule de l'émission n'est pas figée ainsi que le choix ou le travail éditorial des chroniqueurs.
À partir du 19 août 2024, l’émission voit l’arrivée de nouveaux chroniqueurs en raison, notamment, d’une réorganisation des chroniques. Les 90 premières minutes sont consacrées à l’actualité générale, la dernière heure de l’émission est dédiée à des sujets plus légers.

## Rubriques et information

### Saison 1 (2024)
La saison 1 commence le 8 janvier 2024.
Nommée rédactrice en chef de la matinale, la journaliste Frédérique Talbot remplace Axel Cariou. Une présentation de l'actualité générale de la matinale est assurée par Garance Pardigon. La Météo et sujets climatiques est présentée par Ange Noiret, Les interviews politiques par Adrien Gindre et L'info du jour par Christophe Beaugrand. La rubrique Culture, loisirs, people est animée par Karima Charni, Évasion et voyage par Julie Tomei, les Chroniques patrimoine et histoire par Julien Arnaud, Le pouvoir d'achat, la consommation et la vie quotidienne par Maud Descamps, la thématique Santé et bienêtre par Vincent Valinducq, le Fitness par Anaïs Grangerac, Les questions des téléspectateurs sont traitées par Jean-Marie Bagayoko, La famille, le couple, la parentalité par Benjamin Muller et la Cuisine par Laurent Mariotte. La chronique Sur les routes est proposée par Stefan Etcheverry qui échange avec les téléspectateurs. Un billet d'humeur est présenté par Monique Younès et un sujet consacré à l'invité et présenté par Hélène Mannarino.

### Saison 2 (2024-2025)
La seconde saison débute le 19 août 2024.
Deux nouveaux intervenants sont recrutés : Alba Ventura pour traiter de l’actualité politique et Karim Bennani pour l’actualité sportive.

### Saison 3 (2025-2026)
La troisième saison débute le 25 août 2025.
La matinale se voit ajouter une demi-heure pour se conclure à 10 h. Benjamin Muller quitte le programme et trois nouveaux intervenants sont recrutés : l'éditorialiste économique Nicolas Doze, Anicet Mbida et Sandrine Arcizet.

## Critiques
En janvier 2024, le journaliste Fabrice Dupreuilh du magazine Le Point, qualifie la ligne éditoriale comme étant « feel-good à défaut d'être originale » et tournée vers les régions comme ce qu'avait pu faire Jean-Pierre Pernaut sur le Journal de 13 heures. Il regrette cependant le peu de temps accordé à l'interview politique, des portraits d'Hélène Mannarino diffusé tardivement et un traitement de l'actualité qui « souffre d'un survol parfois un peu léger ». En février 2024, l'hebdomadaire Télérama critique l'émission en précisant qu'elle « tourne au Pernaut ringard ».

## Audience
La toute première émission est suivie par 512 000 téléspectateurs (15,3 %). En dépit d'une très large promotion, l'audience de l'émission s'effondre toutefois dès les premiers jours. La matinale de TF1 rassemble 267 000 téléspectateurs en moyenne sur les six premiers mois. Plus que les dessins animés diffusés auparavant à cet horaire (130 000 téléspectateurs en 2023), mais loin derrière Télématin sur France 2 qui compte en moyenne 700 000 téléspectateurs et la matinale de BFM TV qui rassemble un peu moins de 400 000 téléspectateurs,,. Sur la case horaire de Bonjour !, CNews capte plus de téléspectateurs que TF1.
En novembre 2024, Bonjour ! est regardé par 305 000 téléspectateurs en moyenne,.